# Rajada estrellada
La rajada estrellada, l'escrita, el grisol, el llisol, la rajada, la rajada de boca rosa, la rajada escrita o la rajada vera (Raja asterias) és una espècie de peix de la família dels raids i de l'ordre dels raïformes.

## Morfologia
- Els mascles poden assolir 70 cm de longitud total.[4][5]

## Reproducció
És ovípar i els ous tenen com a banyes a la closca.

## Alimentació
Menja animals bentònics.

## Hàbitat
És un peix marí, de clima subtropical (45°N-35°N) i demersal que viu fins als 343 m de fondària.

## Distribució geogràfica
Es troba a la mar Mediterrània.

## Observacions
És inofensiu per als humans.